# Liffey River
Liffey River är ett vattendrag i Australien. Det ligger i delstaten Tasmanien, i den sydöstra delen av landet, omkring 150 kilometer norr om delstatshuvudstaden Hobart.
Trakten runt Liffey River består till största delen av jordbruksmark. Runt Liffey River är det mycket glesbefolkat, med 2 invånare per kvadratkilometer. Genomsnittlig årsnederbörd är 967 millimeter. Den regnigaste månaden är augusti, med i genomsnitt 119 mm nederbörd, och den torraste är februari, med 41 mm nederbörd.